# Plebejus masseyi
Plebejus masseyi är en fjärilsart som beskrevs av Tutt 1909. Plebejus masseyi ingår i släktet Plebejus och familjen juvelvingar. Inga underarter finns listade i Catalogue of Life.